# Командный чемпионат СССР по спидвею 1970
Командный чемпионат СССР 1970 г. был прерван из-за эпидемии холеры в Волжском, Северо-Кавказском и Крымском регионах. Из-за угрозы распространения заболевания по другим регионам в стране был объявлен карантин. В итоге чемпионат остался незавершенным, места команд условно были определены по среднему коэффициенту за гонку, чемпионское звание не присуждалось и медали не вручались.

## Класс «А»
| М | Команда                    | Матч | КФ   |
| - | -------------------------- | ---- | ---- |
|   | «Локомотив», г. Даугавпилс | 9    | 1.66 |
|   | «Башкирия», г. Уфа         | 6    | 1.66 |
|   | «Сибирь», г. Новосибирск   | 7    | 1.42 |
|   | «Нева», г. Ленинград       | 7    | 1.14 |
|   | «Корд», г. Балаково        | 5    | 0.8  |
|   | «Восток», г. Владивосток   | 10   | 0.7  |
|   | «Радуга», г. Ровно         | 8    | 0.5  |
|   | «Центр», г. Москва         | 8    | 0    |